# Famille Khamenei
La famille Khamenei (persan : خاندان خامنه‌ای) ou la dynastie Khamenei est une famille de Seyyid azérie d'Iran,, qui prétend être  descendante du quatrième imam de l'islam chiite, Ali ibn Hussein Zayn al-Abidin (persan/ arabe : علی بن حسین، زین العابدین),,
Seyyed Ali Khamenei, le guide suprême de l'Iran, est le membre le plus puissant de la famille politique Khamenei. Sa descendance, connue sous le nom de « Sadat-e Hosseini », est également liée au troisième imam chiite, Hussein ibn Ali. Un documentaire télévisé Al-Manar diffusé en mars 2020 affirmait que Khamenei était le 38e descendant du prophète islamique Mahomet par son fils Hussain Asghar, fils de l'imam Sajjad.
Seyyed Mohammad Hosseini Tafreshi Khamenei Tabrizi (persan : سید محمد حسینی تفرشی خامنه‌ای تبریزی) était le fils de Seyyed Mohamad Taghi, qui était le fils de Mirza Ali-Akbar, qui était le fils de Seyyed Fakhr-al-Din Tafreshi. Les descendants de Seyyed Fakhr-al-Din (également connu sous le nom de Mir-Fakhra) sont appelés Mir-Fakhrayi.